# Rhododendron occidentale
Espèce
Classification phylogénétique
L'Azalée du pacifique (Rhododendron occidentale) est une espèce de plantes à fleurs de la famille des Ericaceae. C'est un arbuste trouvé aux États-Unis et au Mexique.
C'est l'une des deux espèces de Rhododendron caducs originaires de l’ouest de l’Amérique du Nord. Le second est Rhododendron albiflorum.

## Habitat
Cette espèce croît dans une zone allant de l’État de l’Oregon jusqu’au sud de la Californie avec quelques populations au Mexique. Elle ne s'éloigne en général pas beaucoup des régions côtières du Pacifique.

## Description
Ce sont des arbustes qui peuvent atteindre 5 mètres de haut. Les feuilles sont caduques, de 3 à 9 cm de long pour 1 à 3 cm de large. Les fleurs font entre 3,5 et 5 cm de diamètre, possèdent des corolles de 5 pétales. La couleur des fleurs varie du blanc au rose avec quelques taches jaunes.

## Histoire
La plante fut décrite à partir du XIXe siècle. Des semences furent envoyées en Angleterre en 1850 par William Lobb. L’arbuste fut à l’origine du développement d’azalées hybrides à feuilles caduques.

## Synonyme
- Azalea occidentalis Torr. & A.Gray